# Flavobacterium compostarboris
Flavobacterium compostarboris es una especie de bacteria gramnegativa y aerobia del género Flavobacterium. Se ha aislado del compost de hojas y ramas de la Expo Commemoration Park en Osaka, Japón.